# Meseșenii de Jos (gmina)
Meseșenii de Jos – gmina w Rumunii, w okręgu Sălaj. Obejmuje miejscowości Aghireș, Fetindia, Meseșenii de Jos i Meseșenii de Sus. W 2011 roku liczyła 3117 mieszkańców.